# Unknown (rivista)

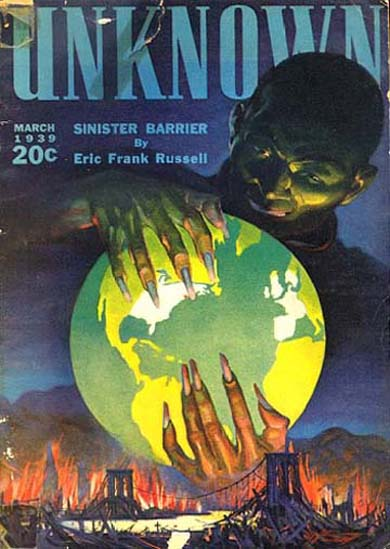
Copertina del primo numero di Unknown, marzo 1939

Unknown (conosciuto anche come Unknown Worlds) era un pulp magazine statunitense dedicato al genere fantasy, pubblicato dal 1939 al 1943 da Street & Smith e curata da John W. Campbell.
È generalmente considerata come la più bella rivista fantasy mai pubblicate, nonostante il mancato successo commerciale; secondo il parere dello storico della fantascienza Mike Ashley ad essa è dovuta la nascita del moderno genere fantasy.
Era strettamente legata all'altra rivista pulp curata da Campbell e pubblicata dalla Street & Smith: Astounding Science Fiction, che era orientata alla fantascienza; molti autori e illustratori contribuito a entrambe le testate.
La principale rivista fantasy nel 1930 era Weird Tales, incentrata su shock e orrore; Campbell voleva pubblicare una rivista di fantasia con più finezza e umorismo e mise in atto i suoi progetti quando Eric Frank Russell gli mandò il manoscritto del suo romanzo Schiavi degli invisibili (Sinister Barrier), su alieni che possiedono la razza umana.
Il primo numero di Unknown apparve nel marzo 1939; oltre a  Sinister Barrier  comprendeva Trouble With Water di H. L. Gold, una fantasia umoristica su un newyorkese che incontra uno gnomo d'acqua.
La storia di Gold è stato la prima di molte su Unknown a coniugare la realtà quotidiana con il fantastico.
Campbell chiedeva ai suoi autori di evitare il semplice horror e pretendeva che gli elementi di fantasia in una storia avessero uno sviluppo logico:
per esempio, Il figlio della notte (Darker Than You Think, 1948) di Jack Williamson descrive un mondo in cui vi è una spiegazione scientifica per l'esistenza di dei licantropi.
Allo stesso modo il ciclo dell'Incantatore incompleto di L. Sprague de Camp e Fletcher Pratt, dove un moderno americano si ritrova in vari universi mitologici,
descrive un sistema di magia basato sulla logica matematica.
Tra le opere più importanti pubblicate vi sono parecchi romanzi di successo di L. Ron Hubbard e racconti come When It Was Moonlight di Manly Wade Wellmann e Two Sought Adventure di Fritz Leiber, il primo del suo ciclo di Fafhrd e il Gray Mouser.
| | Gen | Feb | Mar | Apr | Mag | Giu | Lug | Ago | Set | Ott | Nov | Dic |
| --- | --- | --- | --- | --- | --- | --- | --- | --- | --- | --- | --- | --- |
| 1939 |     |     | 1/1 | 1/2 | 1/3 | 1/4 | 1/5 | 1/6 | 2/1 | 2/2 | 2/3 | 2/4 |
| 1940 | 2/5 | 2/6 | 3/1 | 3/2 | 3/3 | 3/4 | 3/5 | 3/6 | 4/1 | 4/2 | 4/3 | 4/4 |
| 1941 |     | 4/5 |     | 4/6 |     | 5/1 |     | 5/2 |     | 5/3 |     | 5/4 |
| 1942 |     | 5/5 |     | 5/6 |     | 6/1 |     | 6/2 |     | 6/3 |     | 6/4 |
| 1943 |     | 6/5 |     | 6/6 |     | 7/1 |     | 7/2 |     | 7/3 |     |     |
| Uscite di Unknown, con indicazione del volume/numero. John W. Campbell ne fu sempre il curatore editoriale. |     |     |     |     |     |     |     |     |     |     |     |     |

A causa delle scarse vendite fu costretta a divenire bimestrale nel 1941 e a chiudere nel 1943, quando la carenza di carta causata dalla guerra in corso divenne così acuta che Campbell dovette scegliere se trasformare Astounding in un bimestrale o chiudere Unknown.